# Nesle-le-Repons
Nesle-le-Repons – miejscowość i gmina we Francji, w regionie Grand Est, w departamencie Marna.
Według danych na rok 1990 gminę zamieszkiwało 111 osób, a gęstość zaludnienia wynosiła 22 osób/km².